# گادمنستون
گادمنستون (به انگلیسی: Godmanstone) یک روستا و محله مدنی در بریتانیا است که در West Dorset واقع شده‌است. گادمنستون ۱۳۰ نفر جمعیت دارد.